# Route nationale 832
Die Route nationale 832, kurz N 832 oder RN 832 war von 1933 bis 1973 eine französische Nationalstraße, die von der Route nationale 138 südlich von Gacé abzweigte und zur Route nationale 12 nordwestlich von Mortagne-au-Perche verlief. Ihre Gesamtlänge betrug 36,5 Kilometer.